# 蛛網膜地形

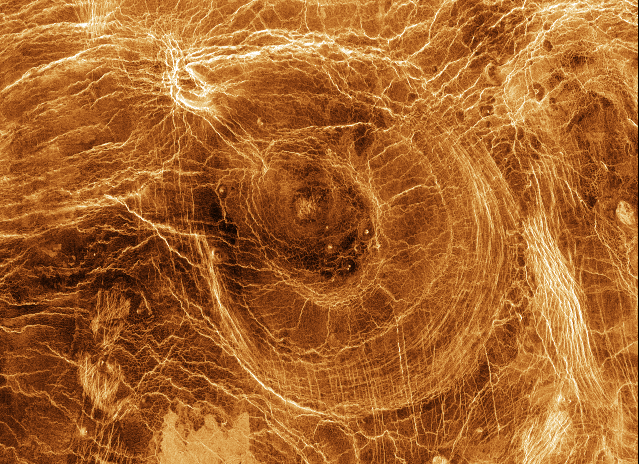
金星的蛛網膜地形

在行星地质学中，蛛網膜地形（Arachnoid）是一種形成原因至今仍不明的大範圍結構，並且至今只在金星被發現。因為外形像蜘蛛網而得名。

## 簡介
蛛網膜地形外表是同心狀的卵形外圍包圍著複雜的破碎地形網，範圍可達到200公里。至今已在金星上發現超過30個此種地形。蛛網膜地形可能跟火山有特別的關聯，但不同區域的蛛網膜地形可能會由不同的地質過程形成

## 外部連結
- 每日一天文圖（英文） （页面存档备份，存于）